# Andrzej Górak
Andrzej Górak (n. Andrychów, Polonia; 15 de febrero de 1951) es un destacado ingeniero de procesos, líder del Laboratorio de separaciones de fluidos en el departamento de Ingeniería Bio y Química de la Universidad Técnica de Dortmund, Alemania.

## Semblanza
Profesor Andrzej Górak estudió química en la Universidad técnica de Lodz, en Polonia. Obtuvo su doctorado de la Facultad de ingeniería de proceso en 1979. Su tesis trata sobre la destilación continua de mezclas multicomponentes. Trabajó en la misma facultad como jefe de investigación hasta 1988. Los siguientes cuatro años estuvo como investigador en Henkel KGaA en Düsseldorf. Una vez completada la "habilitación" en RWTH Aachen en 1989 y en la Universidad técnica de Varsovia en 1990, Andrzej Górak se convirtió en profesor de la Cátedra de procesos de separación de fluidos en TU Universidad de Dortmund en 1992. En 1996 asumió la jefatura de los procesos de separación de fluidos en la Universidad de Essen. Cuatro años más tarde, en 2000, regresa a TU Universidad de Dortmund para convertirse en el jefe del laboratorio de separación de fluidos, formando parte de la jefatura de Procesos de Separación. Aparte de esto, él ha sido catedrático de la Universidad técnica de Lodz desde 2003. Desde el año 2009 ha sido decano de la Facultad de Bioquímica y de Ingeniería Química hasta que el Consejo Universitario de la Universidad de TU Dortmund lo eligió como pro-rector para la investigación en abril de 2011. Mantuvo esta posición hasta enero de 2014. Entre 2010 y 2012 fue miembro del Consejo del Centro Nacional de investigación y desarrollo, nombrado por el ministro polaco de ciencia.
Las actividades científicas del profesor Andrzej Górak se centran en la simulación asistida por computadora y validación experimental de reacciones y procesos de separación integrados, como destilación reactiva y absorción reactiva así como en el análisis de procesos de separación híbridos y la purificación de productos biotecnológicos. Profesor Górak es un editor de la revista "Chemical Engineering and Processing: Process Intesification". En 2010 recibió la Cruz Federal del mérito  (Verdienstkreuz am Bande) de la República Federal de Alemania, el 29 de junio de 2010 por sus contribuciones al entendimiento internacional entre Polonia y Alemania. En 2013 el presidente de la República de Polonia le otorgó con orden de mérito de la República de Polonia. En el año 2014 fue galardonado por DECHEMA y la asociación de Ingenieros Alemanes “Verein Deutscher Ingenieure” con la medalla Kirschbaum por sus sobresalientes logros en separación de fluidos. También es editor de la serie de tres libros sobre destilación (2014), que son la revisión más completa sobre esta tecnología jamás publicada.

## Áreas de investigación
Destilación reactiva y no reactiva
- Modelado, simulación, optimización y diseño de columnas de destilación reactiva, así como la validación experimental de los modelos
- Desarrollo de nuevos empaques catalíticos para destilación reactiva

Procesos con membrana
- Modelado de procesos híbridos (destilación y membranas)
- Investigación experimental en procesos con membranas

Extracción reactiva líquido-líquido
- Modelado y simulación de extracción reactiva

Modelado de procesos de separación reactiva basados en las ecuaciones de Stefan-Maxwell
- Transferencia de calor y masa en mezclas reactivas multicomponentes

## Premios y reconocimientos
- 1974	Premio por la mejor tesis de licenciatura en Polonia
- 1979	Premio por tesis doctoral
- 1983	Premio otorgado por la academia de Ciencias de Polonia debido a la transferencia de tecnología,
- 1992	Premio “Friedrich-Wilhelm” por la RWTH Aachen
- 2010	Medalla al mérito otorgado por la República Federal de Alemania
- 2014: Medalla "Kirschbaum-Medaille" por sus logros excepcionales en separación de fluidos

## Libros publicados
- A. Górak, H. Schoenmakers: Distillation: Operation and applications, Academic Press, 2014
- A. Górak, Z. Olujic: Distillation: Equipment and processes, Academic Press, 2014
- A. Górak, E. Sorensen: Distillation: Fundamentals and principles, Academic Press, 2014
- E.Y. Kenig, A. Górak: Modeling of Reactive Distillation. In: Modeling of Process Intensification. (Ed. F. J. Keil), Wiley-VCH, Weinheim, 2007
- J. Richter, A. Górak: E. Y. Kenig: Reactive distillation. In: Integrated Reaction and Separation Operations. (Eds. H. Schmidt-Traub & A. Górak), Springer, Heidelberg, 2006
- K. Hölemann, A. Górak: Absorption. In: Fluid Verfahrenstechnik. Grundlagen, Methodik, Technik, Praxis. (Ed. R. Goedecke), Willey-VCH, Weinheim, 2006
- E. Y. Kenig, A. Górak: Reactive Absorption. In: Integrated Chemical Processes . (Eds. K. Sundmacher, A. Kienle & A. Seidel-Morgenstern), Willey-VCH, Weinheim, 2005
- E. Y. Kenig, A. Górak, H.-J. Bart: Reactive separations in fluid systems. In: Re-engineering the chemical processing plant. (Eds. A. Stankiewicz & J. Moulijn), Marcel Dekker Inc., New York, 2003
- A. Górak: Simulation thermischer Trennverfahren fluider Vielkomponentengemische. In: Prozeßsimulation. (Ed. H. Schuler), Verlag Chemie, Mannheim, 1995

## Artículos y patentes
Para revisar las más de 390 publicaciones y patentes del Profesor Andrzej Górak, por favor, visite la página web del laboratorio de separaciones de fluidos de la Universidad Técnica de Dortmund.